# Дю Пре, Карел
Карел дю Пре (англ. Hermanus Carel du Preez; род. 30 апреля 1993 года, Хёрствотер) — южноафриканский регбист, игрок второй и третьей линии клуба «Енисей-СТМ».

## Клубная карьера
Дю Пре поступил на учёбу в «Стелленбошскую академию регби», где заработал место в любительской команде Западной провинции. Первоначально игрок выступал за любительскую команду «Дурбанвиль-Бельвиль». В 2013 попал в молодёжную команду «Западной провинции». Участвовал в чемпионате среди молодежных команд (7 матчей, 2 попытки) и помог команде завоевать титул. После этого попал в основную команду. Дебютировал на взрослом уровне 9 марта 2013 года в матче против «Боланд Кавальерс» (ничья 17-17). В матче против кенийской команды «Симба XV» сделал дубль. Всего провел 10 матчей.
Параллельно классическому регби, Дю Пре также играл в регби-7. В 2012 году он был частью команды «Samurai Sevens», которая выиграла Премьер-лигу 2012 года по регби-7, а также был членом команды «Западной провинции», которая играла на «World Club 7s 2013» в Лондоне, в первом сезоне соревнований. В 2014 году поступил в академию сборной ЮАР-7. В 2015 дебютировал в сборной ЮАР по регби-7.   
В 2016 году Карела стала преследовать череда травм ноги, от которых он восстанавливался долгое время. В 2018 году подписал пробный контракт с «Блю Буллз». Также был заявлен за «Буллз» для участия в Супер Регби, но на поле не появлялся.. В 2019 перешёл в «Пумас».
Из-за эпидемии ковида в августе 2020 года перешёл в российскую команду «Енисей-СТМ». 25 сентября дебютировал за клуб в матче Кубка России. 

## Карьера в сборной
В 2015 году дебютировал в сборной ЮАР по регби-7 на турнире «Джапан севенс». Всего сыграл на 5 турнирах. Свою единственную попытку занёс сборной России на Сиднейском этапе.

## Достижения
- Чемпион России: 2020/21, 2021/22
- Обладатель Кубка России: 2020, 2021
- Обладатель Кубка Николаева: 2021, 2022